# Kerstin Störl

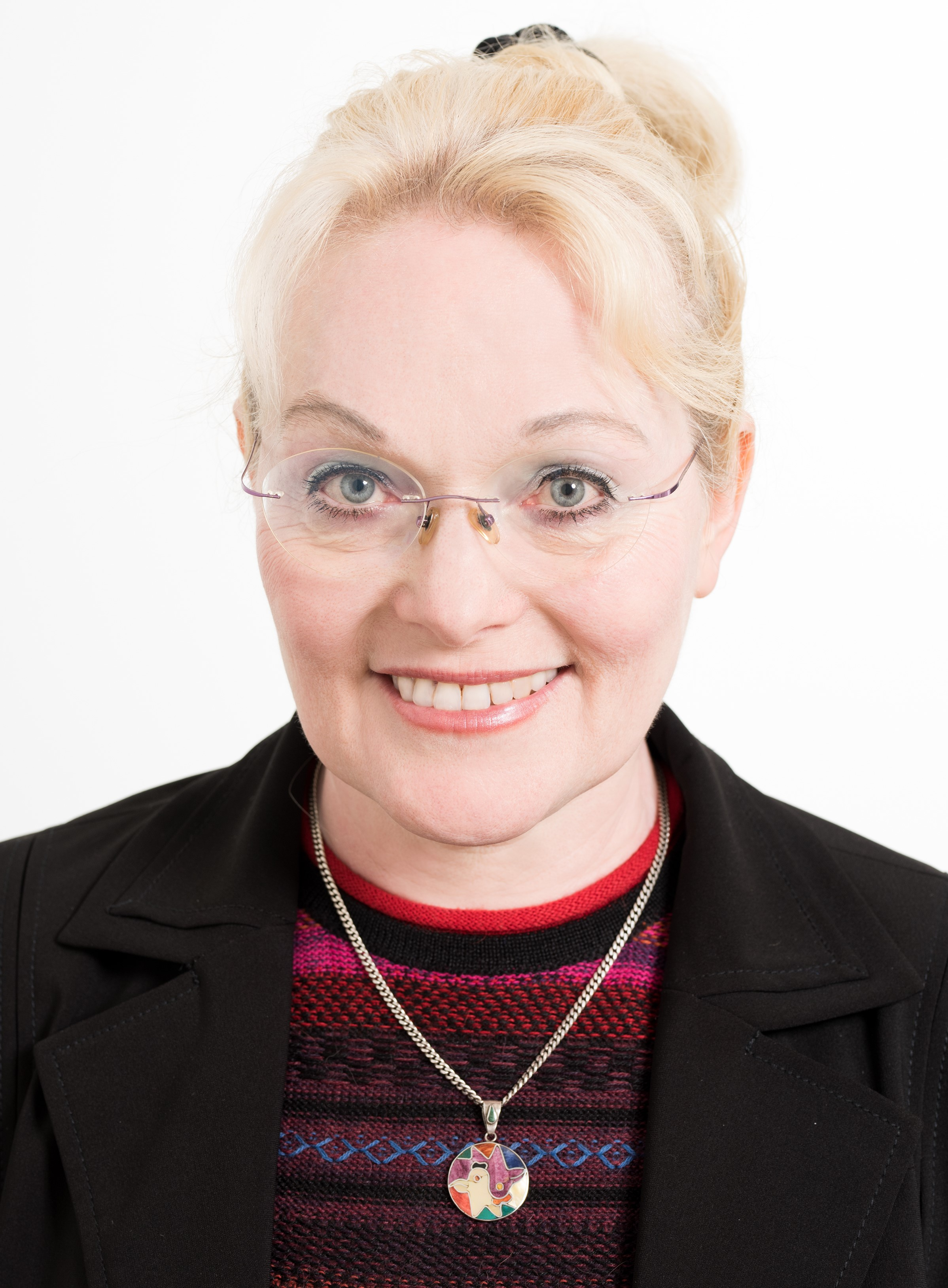
Kerstin Störl (2018)

Kerstin Störl (* 24. Juni 1958 in Zwickau) ist eine deutsche Romanische Philologin (Sprachwissenschaft), tätig als Universitätsprofessorin für Romanische Sprach- und Landeswissenschaften am Institut für Romanistik der Universität Wien, Österreich.
Sie lehrt, forscht und publiziert zur Linguistik, Romanistik, Lateinamerikanistik, Altamerikanistik sowie zur Kulturwissenschaft und zur Kommunikationswissenschaft. Sie hat einen kognitiven Ansatz zur Sprachkontaktforschung entworfen und arbeitet an kognitiv-kontaktlinguistischen Fragestellungen, die sie am Beispiel des Sprachkontaktes Spanisch-Quechua analysiert. Dazu führt sie regelmäßig Feldforschungen in der Region Cuzco (Peru) durch und arbeitet interdisziplinär unter Berücksichtigung ausgewählter philosophischer und psychologischer Aspekte.

## Werdegang
Kerstin Störl wurde in Zwickau in Sachsen geboren, ihre Eltern waren Ruth Störl, geb. Glöckner, und Rudolf Störl. Nach dem Abschluss des Abiturs im Jahre 1977 nahm sie ein Sprachmittlerstudium (Übersetzen und Dolmetschen) für Spanisch und Englisch an der Sektion Romanistik der Humboldt-Universität zu Berlin (HUB) auf. Zu ihren akademischen Lehrern gehörten Hans-Dieter Paufler, Johannes Klare und Hans-Otto Dill. Von 1979 bis 1980 hielt sie sich zu einem Teilstudium an der Universität von Havanna in Kuba auf. Im Jahre 1981 erhielt sie den Hochschulabschluss der HUB und den ersten akademischen Grad Diplomsprachmittlerin.
Von 1981 bis 1984 absolvierte sie an der gleichen Universität ein Forschungsstudium zur Vorbereitung der Promotion zum Thema „Eine Methode zur Untersuchung der sprachlichen Formen zum Ausdruck der Zeit im Spanischen“, wofür sie den Doktortitel Doctor philosophiae (Dr. phil.) für das Gebiet der Spanischen Sprache erwarb (1984).
Ihre berufliche Tätigkeit begann 1984 als Wissenschaftliche Assistentin des Lehrstuhlinhabers für Spanische Sprachwissenschaft der Humboldt-Universität zu Berlin, Hans-Dieter Paufler.
Im Jahre 1985 wurde ihre Tochter  in Berlin geboren.
Ihre Habilitation schrieb Kerstin Störl zum Thema „Die Entwicklung des Ausdrucks von Kausalität im Spanischen“. Für diese Arbeit sowie das wissenschaftliche Fachgespräch zum Thema „Philosophie- und Literatursprache in der französischen Aufklärung“ wurde ihr 1996 von der HUB die Lehrbefähigung für das Fach Romanische Philologie (Sprachwissenschaft) zuerkannt. Somit erlangte sie den Status einer Privatdozentin. Nach der Habilitation hatte Kerstin Störl zahlreiche Gast- und Vertretungsprofessuren zur Romanistischen und Allgemeinen Linguistik inne, die ihr an folgenden Universitäten übertragen wurden: Humboldt-Universität zu Berlin (2000 und 2012 bis 2013), Ernst-Moritz-Arndt-Universität Greifswald (2002 bis 2003), Technische Universität Berlin (2004 bis 2011), Universität Rostock (2005 bis 2008), Universität Paderborn (2013 bis 2014). An der Technischen Universität Berlin hat sie sieben Jahre  das Fachgebiet Romanistische Linguistik geleitet.
Von 2018 bis 2020 war Kerstin Störl Universitätsprofessorin für Romanische Sprach- und Landeswissenschaften an der Universität Wien in Österreich. Im Rahmen dieser Tätigkeit wurde sie zum Vorstand des ca. 100 Mitarbeiter umfassenden Instituts für Romanistik ernannt. Parallel dazu war und ist sie bis heute Privatdozentin an der Humboldt-Universität zu Berlin.
Kerstin Störl lehrt, forscht und publiziert zur Romanischen Philologie, Linguistik, Lateinamerikanistik, Altamerikanistik sowie zur Kultur- und Kommunikationswissenschaft. Arbeitsschwerpunkte waren und sind: Kognitive Linguistik, Onomasiologische Grammatik (Temporalität, Kausalität, Personalität), Kontaktlinguistik, Varietätenlinguistik (Spanisch in Kuba und Peru, Französisch in Kamerun), Historische und diachrone Linguistik (Spanische und französische Sprachgeschichte, historische Fachsprachen, Französische Philosophie- und Literatursprache im 17. / 18. Jahrhundert), Verbale und nonverbale Kommunikation, Kulturwissenschaft und Interkulturelle Kommunikation, andine Sprachen und Kulturen (Quechua der Region Cuzco).

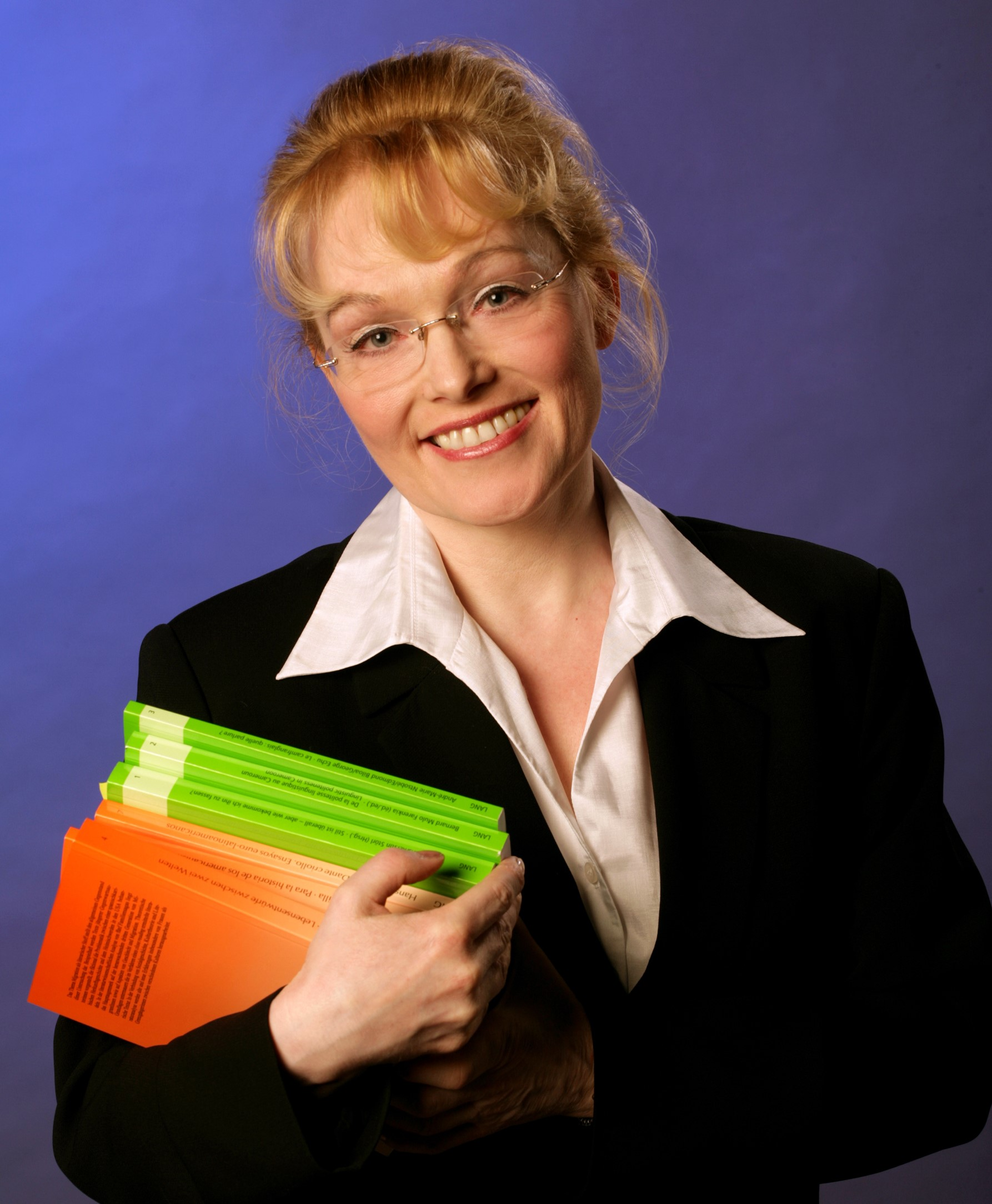
Kerstin Störl mit Bänden der von ihr
initiierten Buchreihen (2009)

Sie ist Initiatorin und Mitherausgeberin zweier Buchreihen beim Wissenschaftsverlag Peter Lang, Berlin:
- „Sprachen, Gesellschaften und Kulturen in Lateinamerika“, 2001 gegründet zusammen mit Germán de Granda, Universidad de Valladolid (Spanien). Seit dessen Ableben gibt sie die Reihe zusammen mit Rodolfo Cerrón-Palomino, Pontificia Universidad Católica de Perú, Lima, heraus (seit 2011).[2]
- „Stil: Kreativität – Variation – Komparation“, 2003 gegründet und herausgegeben zusammen mit Volker Fuchs, Ernst-Moritz-Arndt-Universität Greifswald. Ab 2006 kam Sonja Kleinke, Universität Heidelberg, als dritte Herausgeberin hinzu.[3]

Sie forscht zur kulturellen Variabilität mentaler Repräsentationen, die sie an Kulturspezifika im Andengebiet untersucht. Im Rahmen dieses kognitiv-linguistisch angelegten Projektes arbeitet sie interdisziplinär mit Bezügen zu ausgewählten philosophischen und psychologischen Aspekten. In diesem Rahmen hat sie einen neuen, kognitiven, Ansatz zur Sprachkontaktforschung entworfen.

## Professuren
Kerstin Störl hat an mehreren Universitäten fachspezifische Professuren wahrgenommen einschließlich Gast- und Vertretungsprofessuren:
- 2000 Vertretung der C4-Professur für Spanische Sprachwissenschaft (Gastprofessur) am Institut für Romanistik der Humboldt-Universität zu Berlin
- 2002–2003 Vertretung der C4-Professur für Romanistik mit Schwerpunkt Spanisch und Französisch am Institut für Romanistik der Ernst-Moritz-Arndt-Universität Greifswald
- 2004–2011 Gastprofessur für Romanistische und Allgemeine Linguistik mit Schwerpunkt Französisch am Institut für Sprache und Kommunikation der Technischen Universität Berlin, Leitung des Fachgebiets Romanistik
- 2005–2009 Vertretung der Professur für Romanische Sprachwissenschaft (Iberoromanisch und Französisch) an der Universität Rostock
- 2012–2013 Gastprofessur für Romanische Sprachen (Französisch) am Institut für Romanistik der Humboldt-Universität zu Berlin
- 2013–2014 Vertretung der W3-Universitätsprofessur für das Fach „Romanische Sprachwissenschaft“ an der Universität Paderborn
- 2018–2020 Universitätsprofessur für Romanische Sprach- und Landeswissenschaften am Institut für Romanistik der Universität Wien, Institutsvorstand.

## Forschungsschwerpunkte
Bei ihrem Forschungsschwerpunkt „Kulturelle Variabilität mentaler Repräsentationen – Untersuchung an Kulturspezifika im Andengebiet sowie deren verbalen und nonverbalen Ausdrucksmitteln“ legt Kerstin Störl einen romanistisch-ethnolinguistischen Ansatz zugrunde, kombiniert mit Methoden der kognitiven Linguistik, mit interdisziplinärer Ausrichtung zur interkulturellen Kommunikation, Psychologie, Philosophie und Altamerikanistik. Die Sprachkontakte zwischen Spanisch und Quechua spielen dabei eine besondere Rolle. Dazu hat sie seit dem Jahre 2010 zielgerichtete Feldforschungen in der Region Cuzco (Peru) durchgeführt und mit Kollegen der Universidad Católica de Lima sowie der Universidad Nacional San Antonio Abad de Cuzco kooperiert.

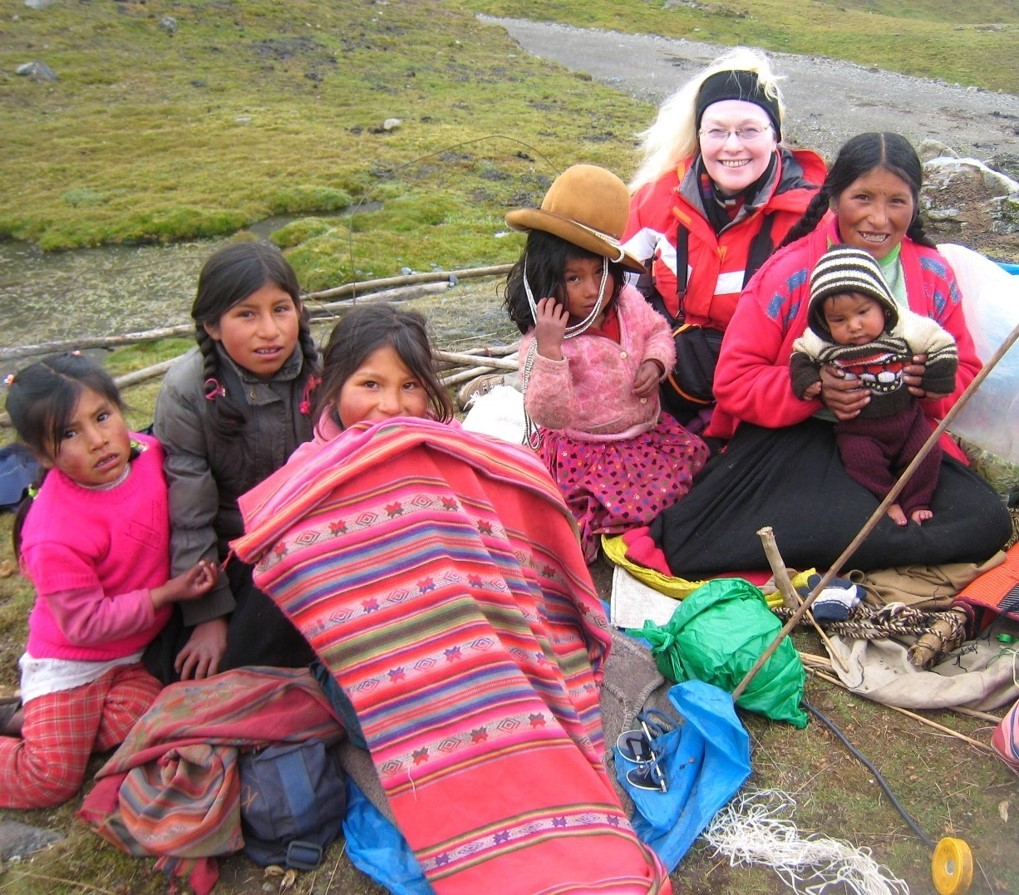
Kerstin Störl auf Feldforschungen in der Region Cuzco (2015)

Teilergebnisse dieser Forschungen sind veröffentlicht (Störl 2016a, 2016b, 2019c, [siehe auch 2019a] 2019 d, 2021, 2022, 2023b, 2023c, 2023d, 2024). Ihre darin dargestellte theoretische Innovation für die Kontaktlinguistik ist die Betrachtung des Sprachkontaktes auf konzeptueller Ebene, also die kognitiven Interrelationen zwischen kulturell variablen Konzepten werden als Ausgangspunkt für den Kontakt sprachlicher Formen analysiert.
Als ein Teil des Projektes versteht sich der „Workshop zur Internationalen Vernetzung“ (2019) zum Thema „Embodiment und Repräsentation“ an der Universität Wien, den Kerstin Störl in Zusammenarbeit mit dem 2018 von ihr gegründeten Arbeitskreis „Mentale Repräsentationen“ der Leibniz-Sozietät zu Berlin organisiert hat. Dazu hatte sie Linguisten, Philosophen, Psychologen, Anthropologen und Kulturwissenschaftler eingeladen, die gemeinsam die interdisziplinären Bezüge des Themas diskutierten.

## Ämter und Mitgliedschaften
2012 ist Kerstin Störl auf Vorschlag des Literaturwissenschaftlers und Philosophen Hans-Otto Dill in die interdisziplinäre Gelehrtengesellschaft Leibniz-Sozietät der Wissenschaften zu Berlin (LS) zugewählt worden. 2016 wurde sie in der LS zur stellvertretenden Klassensekretarin und 2017 zur Sekretärin der Klasse „Sozial- und Geisteswissenschaften“ gewählt, womit sie das Amt von dem langjährigen Inhaber Hans-Otto Dill übernommen hat und gleichzeitig Mitglied des Präsidiums wurde. Im Jahre 2017 organisierte sie die Jahrestagung der Leibniz-Sozietät als interdisziplinäre wissenschaftliche Tagung zum Thema „Migration und Interkulturalität“, als Beitrag zur Unterstützung und Reflexion der Zuwanderung zahlreicher Geflüchteter.

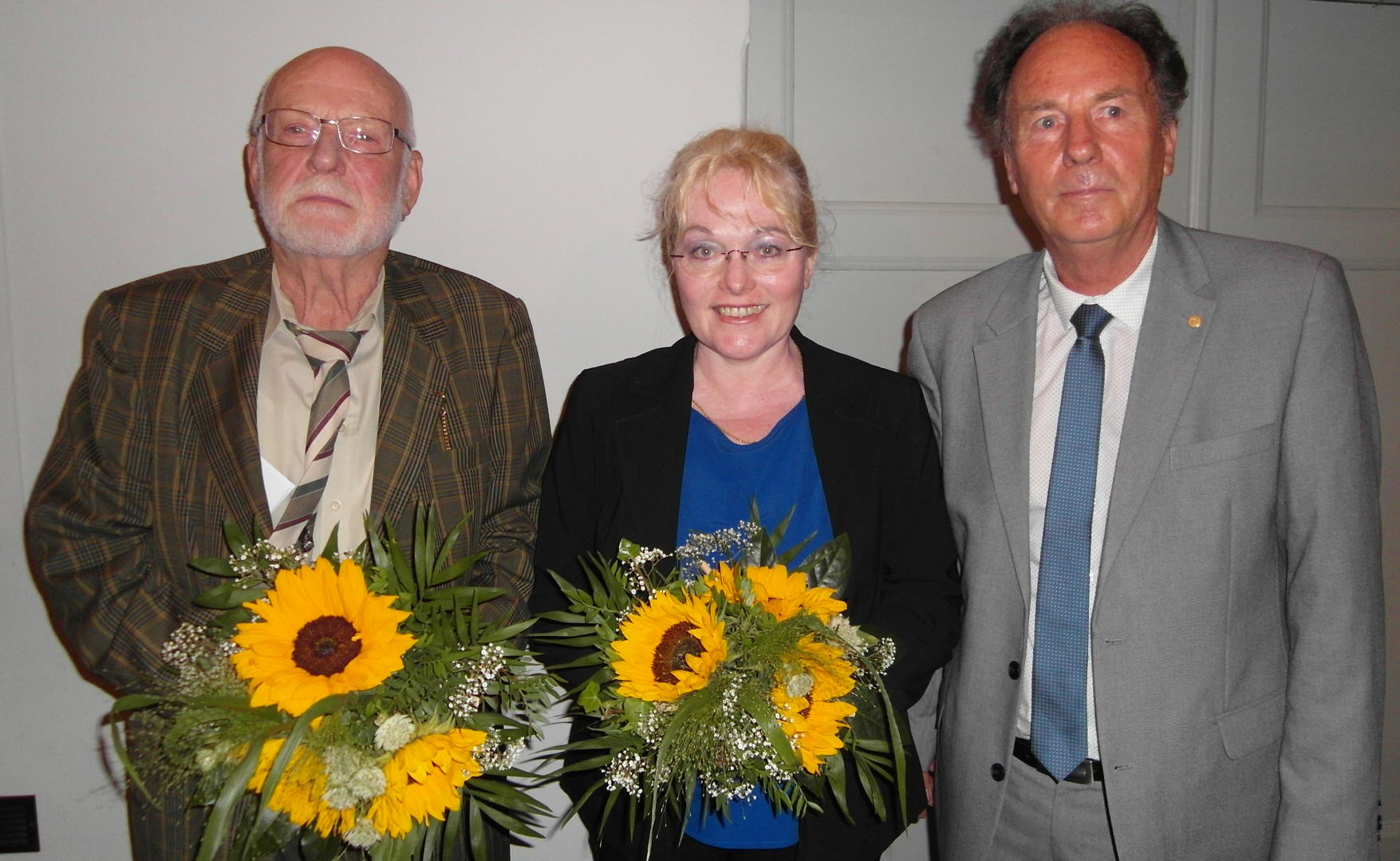
Kerstin Störl bei der Amtsübernahme von Hans-Otto Dill (li) in Gegenwart von Präsident Gerhard Banse (2017)

2018 gründete Kerstin Störl den Arbeitskreis „Mentale Repräsentationen“, dessen Fokus auf der Herstellung interdisziplinärer Bezüge zwischen Linguistik, Philosophie, Psychologie, Neurologie, Kulturwissenschaft und Anthropologie liegt, die an einer Vielzahl unterschiedlicher kulturspezifischer Phänomene, auch außereuropäischer, überprüft werden sollen.
Seit 2013 arbeitet Kerstin Störl mit in der Quechua-Forschungsgruppe „Rimasqa Rimana“ der Freien Universität Berlin, die von Teresa Valiente Catter geleitet wird und aus der 2023 „Rimasqa Rimana. Assoziation zur wissenschaftlichen Erforschung andiner Sprachen und Kulturen e. V.“, hervorgegangen ist. Kerstin Störl engagiert sich in der Leitung dieser Vereinigung als Vizepräsidentin. Seit 2014 ist sie Mitglied der „Grupo de Estudos e Pesquisas em Metalexicografia e Lexicografia“ der Universidade Federal do Rio Grande do Sul, Brasilien. Sie ist weiterhin Mitglied des Lateinamerika-Forums Berlin, wo sie von 2012 bis 2013 Vizepräsidentin war, und sie gehört dem Romanistenverband und dem Hispanistenverband an.
Seit 2020 ist Kerstin Störl Mitglied des von  Rainer E. Zimmermann geleiteten Instituts für Design Science, München, und seit 2023 eine der stellvertretenden Vorsitzenden. Sie hat in diesem Institut den Schwerpunkt „Embodied Cognition – interkulturelle Perspektiven“ initiiert.
Kerstin Störl war von 2011 bis 2020 amtierende Leiterin der Arbeitsstelle „Diversität und Hybridität im Kontext von Kultur, Sprache und Kommunikation“ an der Technischen Universität Berlin, Institut für Sprache und Kommunikation, Fachgebiet Kommunikationswissenschaft, die sich mit der Emeritierung des Lehrstuhlinhabers auflöste.

## Publikationen

### Buchreihen
- Störl, Kerstin / Cerrón-Palomino, Rodolfo: Sprachen, Gesellschaften und Kulturen in Lateinamerika. Berlin, Peter Lang
- Fuchs, Volker / Störl, Kerstin / Kleinke, Sonja: Stil: Kreativität – Variation – Komparation. Berlin, Peter Lang

### Monografien
- 2002a: Zur Übersetzbarkeit von Sprachkontaktphänomenen in der Literatur. Analyse spanischsprachiger pro-indianischer Prosa aus dem Peru des 20. Jahrhunderts. Frankfurt am Main, Berlin, Bern, New York, Paris, Wien: Verlag Peter Lang
- 1997a: Die Entwicklung des Ausdrucks von Kausalität im Spanischen. Frankfurt/M., Berlin, Bern, New York, Paris, Wien: Peter Lang Verlag bzw. 1996: Habilitationsschrift, Humboldt-Universität zu Berlin, Philosophische Fakultät II
- 1984: Eine Methode zur Untersuchung und Beschreibung der sprachlichen Formen zum Ausdruck der Zeit im Spanischen. Dissertation A, Humboldt-Universität zu Berlin, Sektion Romanistik

### Sammelbände
- 2024a:     Zeit als Existenzform der Materie. Zum 90. Geburtstag des Ehrenpräsidenten     der Leibniz-Sozietät der Wissenschaften zu Berlin e. V.  Herbert Hörz. Sitzungsberichte der Leibniz-Sozietät der     Wissenschaften, Band 160. Berlin: trafo     Wissenschaftsverlag
  - 2023a: Embodiment and     Representation. Approaches from European, Asian, African and Ancient     American Cultures. Berlin, Bruxelles, Chennai, Lausanne, New York, Oxford:     Peter Lang2019a: La reciprocidad entre lengua y cultura en las sociedades andinas. Herausgabe zusammen mit Teresa Valiente Catter und Eva Gugenberger: Berlin, Bern, Bruxelles, New York, Oxford, Warszawa, Wien: Peter Lang
- 2019b: Migration und Interkulturalität. Theorien – Methoden – Praxisbezüge. Akten der gleichnamigen Jahrestagung der Leibniz-Sozietät der Wissenschaften zu Berlin e. V. 2017. Berlin: Peter Lang
- 2008a: Stil ist überall – aber wie bekomme ich ihn zu fassen? Akten der gleichnamigen Tagung an der Ernst-Moritz-Arndt-Universität Greifswald vom 18.–20. Mai 2006, Herausgabe zusammen mit Volker Fuchs. Frankfurt/M., Berlin, Bern, New York, Paris, Wien: Peter Lang
- 2007a: Con optimismo e imaginación. La realidad cubana de hoy y su reflejo lingüístico. Frankfurt am Main, Berlin, Bern, New York, Paris, Wien: Peter Lang
- 2002b: Romanische Sprachen in Amerika. Festschrift zum 65. Geburtstag von Prof. Dr. Hans-Dieter Paufler. Herausgabe zusammen mit Johannes Klare: Frankfurt am Main u. a.: Peter Lang